# Номаљо
Номаљо (итал. Nomaglio) је насеље у Италији у округу Торино, региону Пијемонт.
Према процени из 2011. у насељу је живело 290 становника. Насеље се налази на надморској висини од 575 м.

## Становништво
Према резултатима пописа становништва 2011. у општини је живело 312 становника.
| 1931. | 1936. | 1951. | 1961. | 1971. | 1981. | 1991. | 2001. | 2011. |
| ----- | ----- | ----- | ----- | ----- | ----- | ----- | ----- | ----- |
| 769   | 426   | 485   | 442   | 434   | 381   | 360   | 333   | 312   |